# Начов, Димитр
Димитр Начов (болг. Димитър Начов; около 1850, Болград, Бессарабская область — ?) — болгарский врач-гигиенист и педагог.

## Биография
Родился около 1850 в Болграде. Изучал медицину в Берлине и Париже. Закончил обучение в 1872 в Вюрцбурге. Работал врачом в Берлине и Париже. С 1873 по 1877 преподавал естественную историю и гигиену в Болгородской средней школе «Святого Кирилла и Мефодия».
В 1876–1878 был старшим врачом в больнице в Болграде. С 1874 являлся членом с 1902 действительным членом Болгарского литературного общества.
Является автором первого болгарского учебника по гигиене «Концепция гигиены» (1875).